# Ekåsen
Ekåsen är ett naturreservat i Lekebergs kommun i Örebro län. Reservatet bildades 2001 och omfattar ca 48 hektar. Reservatet består av betesmark med gamla ekar. I området finns tre gravfält från järnåldern.